# 곽진무
곽진무(1981년 6월 24일 ~ )는 대한민국의 배우이다.

## 출연작

### 영화
- 《비밀의 언덕》 (2023년) - 진우 역
- 《술래》 (2020년)
- 《작은 빛》 (2020년) - 곽진무 역
- 《범죄의 여왕》 (2016년) - 303호 역
- 《서부전선》 (2015년) - 남복소대원 12 역
- 《동心》 (2014년)
- 《절경》 (2014년) - 정욱 역
- 《슬로우 비디오》 (2014년) - 모연출 역
- 《해적: 바다로 간 산적》 (2014년) - 무대포 역
- 《미스터 고》 (2013년) -  두산벤치멤버 역
- 《분노의 윤리학》 (2013년) -  제복경찰 2 역
- 《가루지기》 (2008년) - 근육질 사내 역
- 《스카우트》 (2007년) - 빡빡 1학년 역

### 연극
- 《사랑 two》
- 《결혼하고도 못해본 남자》
- 《나 쫄병 맞아?》
- 《원》
- 《라이언킹》
- 《도깨비》
- 《가야의혼 우륵》
- 《사랑은 무거워도 내려놓지 않는것》
- 《그 여자를 아세요》
- 《관객협박》